# Micha Ullman

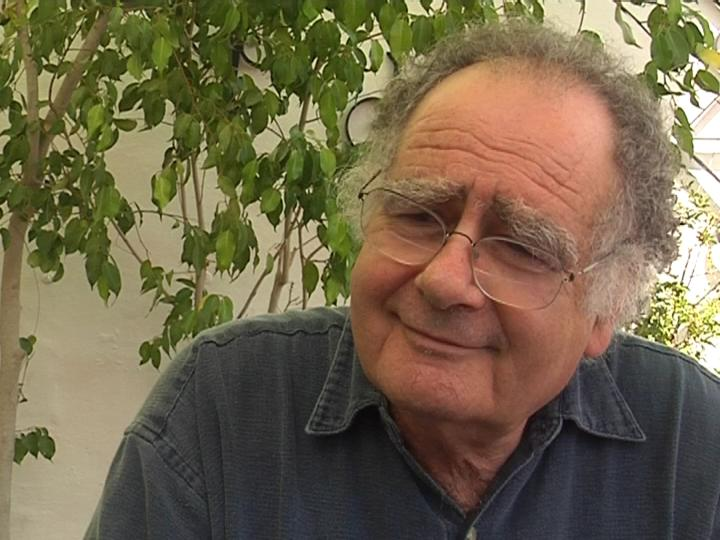
Micha Ullman (2006)

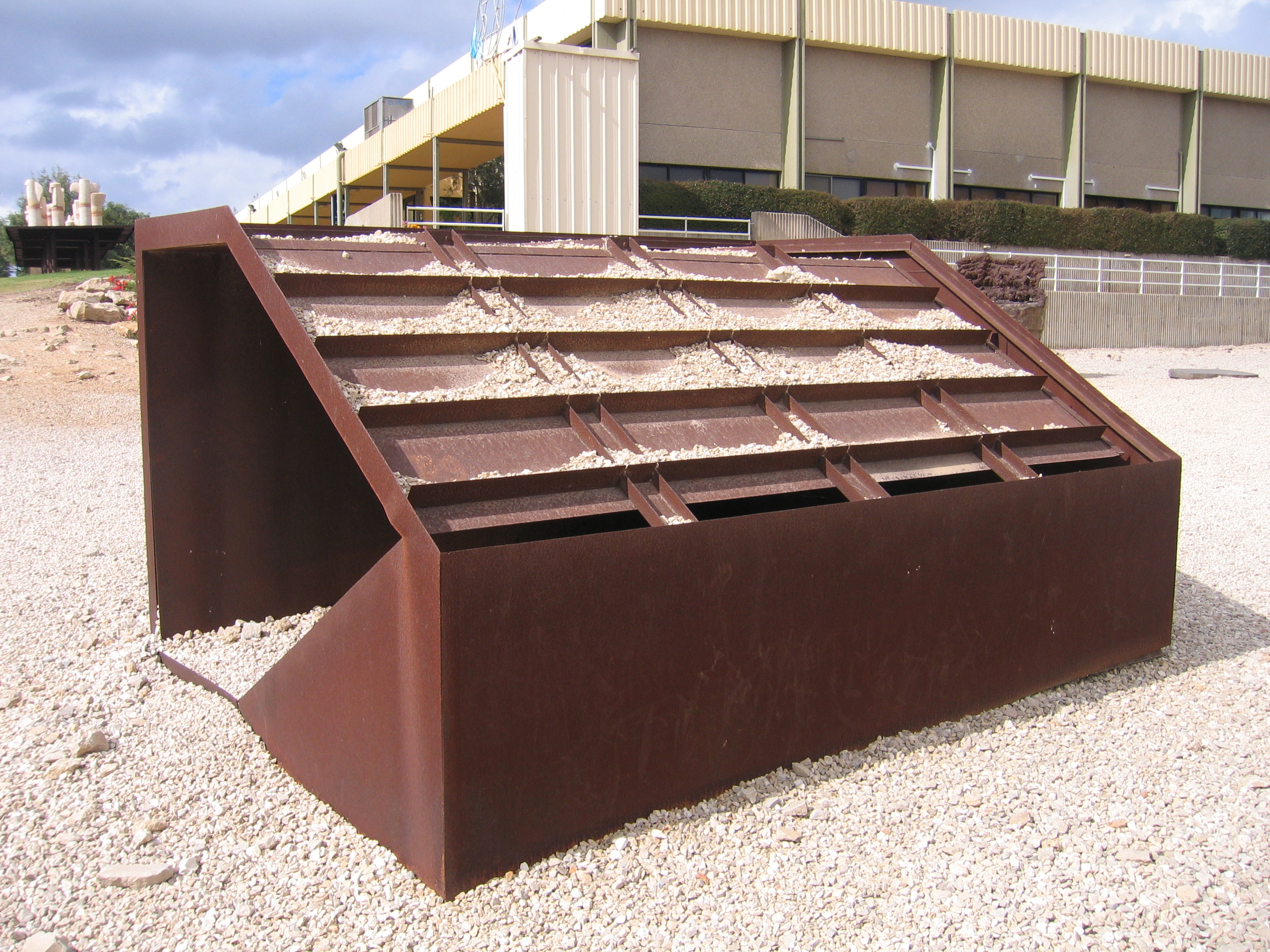
Havdalah (1988), Tefen-Skulpturengarten, Israel

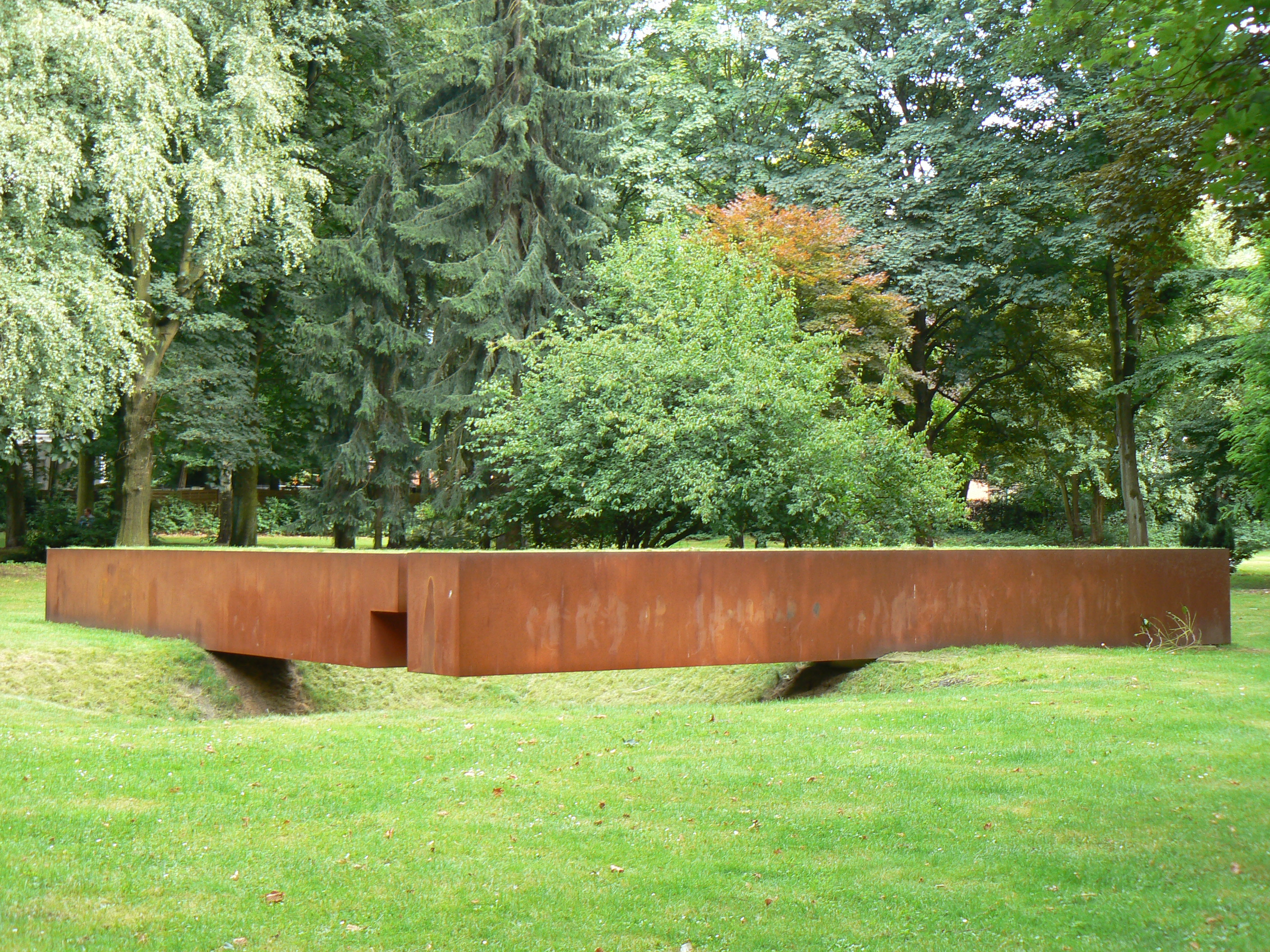
Ground (1987/2006), Sammlung Skulpturenmuseum Glaskasten in Marl

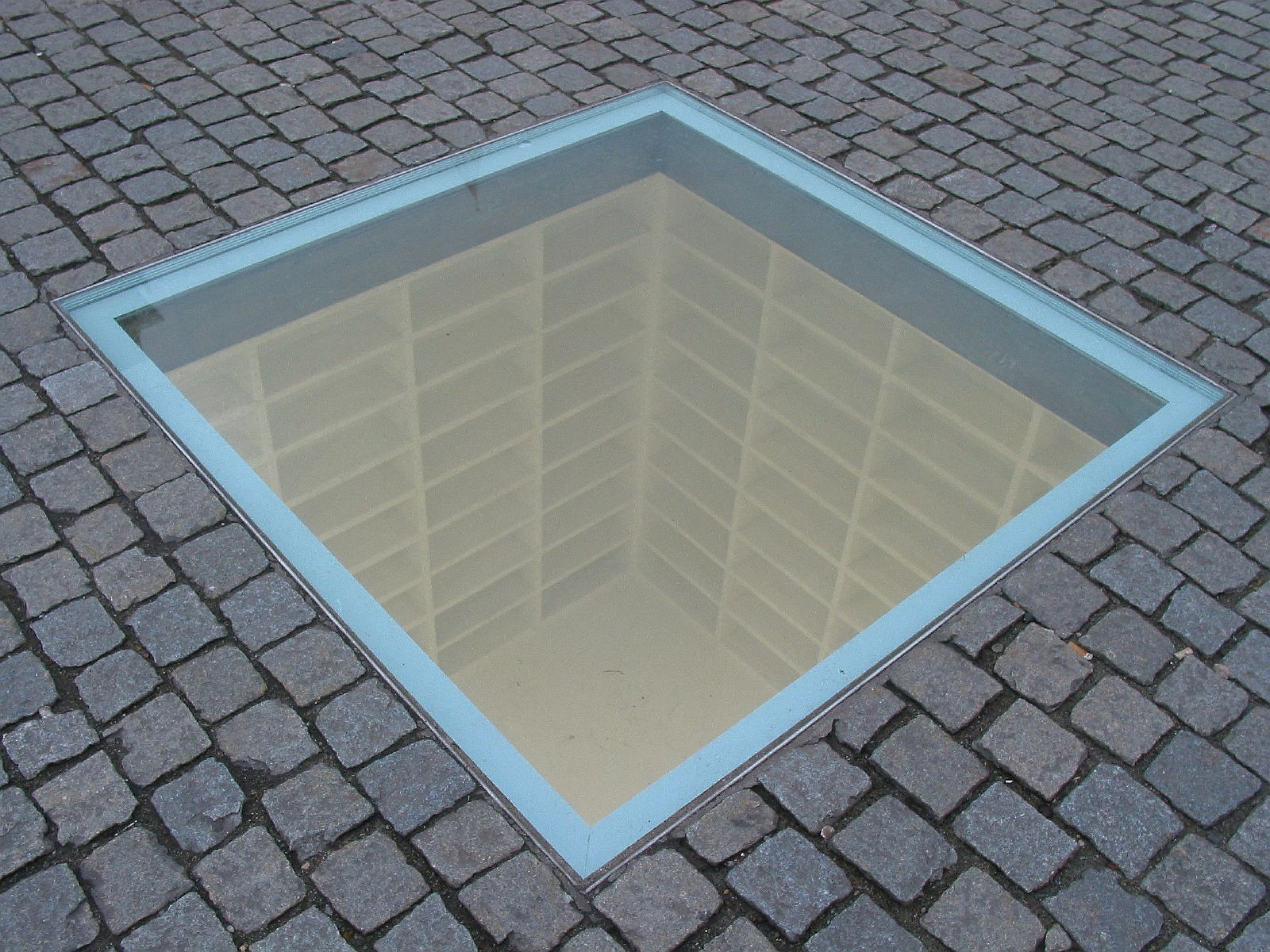
Denkmal zur Erinnerung an die Bücherverbrennung am Berliner Bebelplatz (Opernplatz), ein unterirdischer Raum mit leeren Bücherregalen

Micha Ullman (* 11. Oktober 1939 in Tel Aviv) ist ein israelischer Künstler und Professor an der Staatlichen Akademie der Bildenden Künste Stuttgart.

## Leben
Von 1960 bis 1964 studierte er an der Bezalel Academy of Arts and Design in Jerusalem, 1965 an der Central School for Arts and Crafts in London. Es folgte von 1970 bis 1978 eine Lehrtätigkeit an der Bezalel Academy of Art and Design. 1976 übernahm er eine Gastprofessur an der Kunstakademie Düsseldorf. 1979 bis 1989 war Ullman im Rahmen einer Lehrtätigkeit an der Universität Haifa tätig. 1989 erhielt er ein DAAD-Stipendium für einen einjährigen Arbeitsaufenthalt in Berlin. Von 1991 bis 2005 war er Professor für Bildhauerei an der Staatlichen Akademie der Bildenden Künste Stuttgart. Ullman lebt und arbeitet in Ramat Hasharon, Israel.
Seit 1997 ist er Mitglied der Akademie der Künste Berlin.

## Zur Lehre
Micha Ullman bekundete seine Auffassung von Lehre an einer Akademie im Jahre 1995 wie folgt:
„Die Akademie ist ein Treffpunkt von jüngeren und älteren Künstlern. Die Lehre kommt vom Atelier, von der eigenen Erfahrung. Die Akademie ist für mich wie ein Gewächshaus. Dort passiert die Entwicklung der jungen Künstler in einer beschützten Umgebung. Man kann an dem arbeiten, was wir nicht verstehen. Man kann probieren, experimentieren – die Bezüge zwischen Augen, Hand, Kopf und Herz.“

## Werke
Zum Werk Ullmans gehört u. a. das Denkmal zur Erinnerung an die Bücherverbrennung auf dem Bebelplatz in Berlin-Mitte, die Skulptur Niemand gegenüber dem Jüdischen Museum Berlin, Nabel der Welt auf dem Domberg in Bamberg und die Arbeit Schöpfung auf dem Besinnungsweg Fellbach.
In der Sammlung der Staatlichen Akademie der Bildenden Künste Stuttgart ist Micha Ullman mit dem 1992 entstandenen, vierteiligen Werk DU vertreten, das 1993 auf Vorschlag von Wolfgang Kermer vom Land Baden-Württemberg als Dauerleihgabe für die Hochschule erworben wurde.

## Öffentliche Sammlungen
- Neue Nationalgalerie, Berlin
- Palazzo delle Papesse - Centro Arte Contemporanea, Siena (Italien)
- Tate Britain, London (England)
- Museum Wiesbaden, Wiesbaden
- Staatliche Akademie der Bildenden Künste Stuttgart
- Jüdisches Museum Berlin
- Berlinische Galerie, Berlin
- Städtische Galerie Neunkirchen[5]

## Ausstellungen
- 1987: documenta 8, Kassel
- 2006: Aktives Museum Spiegelgasse, Wiesbaden
- 2011: Leonhardi-Museum, Dresden

## Preise und Auszeichnungen
- 1981: Sandberg-Preis des Israel Museums
- 1995: Käthe-Kollwitz-Preis der Akademie der Künste Berlin
- 1998: Janet und George Jarin-Preis der America Israel Cultural Foundation
- 2005: Hans-Thoma-Preis
- 2009: Israel-Preis
- 2010: Gerhard-Altenbourg-Preis
- 2010: Moses-Mendelssohn-Preis
- 2012: Max-Herrmann-Preis
- 2025: Bundesverdienstkreuz am Bande[6]